# Carol Connors (Pornodarstellerin)
Carol Connors (* 13. November 1952 in New Jersey) ist eine US-amerikanische Pornodarstellerin, Pornoregisseurin und Fernsehpersönlichkeit. Sie wurde bekannt als eines der Gong-Girls in der Talentshow The Gong Show, die Moderator Chuck Barris begrüßten.

## Leben
Carol Connors wuchs in New Jersey auf und zog später mit ihrer Familie nach Texas.
Carol Connors hatte ihren Durchbruch in den 1970ern mit ihrer Rolle als Krankenschwester in Deep Throat (1972) und The Erotic Adventures of Candy (1978) sowie der Fortsetzung Candy Goes to Hollywood (1979). 1981 war sie Regisseurin des Pornofilms Desire for Men. In ihrer Karriere spielte sie in 20 Filmen mit. Sie spielte auch die Hauptrolle in der Western-Porno-Parodie Sweet Savage mit Aldo Ray mit, die auch als Erotikfilm ohne Hardcore-Szenen in einigen Kinos lief. Ray verlor damals durch seinen Auftritt seine Mitgliedschaft in der Screen Actors Guild.
1977 nahm sie als Sängerin und Tänzerin an The Gong Show auf NBC mit Moderator Chuck Barris teil. The Gong Show war eine Talentshow und die Vorlage zur deutschen Reihe Die Gong-Show. Sie wurde erneut eingeladen und wurde schließlich eines der ständigen Gong-Girls, die den Moderator in der Serie ankündigten.

## Privatleben
Carol Connors heiratete den Pornodarsteller Jack Birch. Die beiden hatten sich bei Deep Throat kennen gelernt. Ihre gemeinsame Tochter ist die US-amerikanische Schauspielerin Thora Birch. Aus der Ehe stammt auch ein weiterer Sohn.

## Filmografie (Auswahl)
Mainstream-Filme
- 1973: Road of Death
- 1975: The Zodiac Murders
- 1982: Mädchen hinter Gittern (The Concrete Jungle)

Pornofilme
- 1972: Deep Throat
- 1973: Demon's Brew
- 1974: Young, Rich and Ripe
- 1978: Erotic Adventures of Candy
- 1979: Sweet Savage
- 1979: Candy Goes to Hollywood
- 1981: Desire for Men (auch Regie)